# Con de Mach
El con de Mach és l'envolupant de pertorbacions en el mitjà produïdes per un mòbil desplaçant-se a una velocitat superior a la del so. El descobriment del fenomen del con de Mach es deu a Ernst Mach.
Per poder explicar el fenomen de forma clara cal recórrer a la comparació de quatre casos bàsics. En tots ells se suposa un cos esfèric puntual (hipòtesi assumida perquè no apareguin ones de xoc despreses) que emet sons a intervals regulars de temps. En el primer la partícula està parada i en els tres següents es mou a diferents velocitats.
| Partícula immòbil En aquest cas tenim una partícula emetent so a intervals de temps regulars. Les ones de so són evidentment concèntriques. |
| Partícula amb velocitat inferior a la del so En el següent cas la partícula s'està movent cap a l'esquerra per sota de la velocitat del so. Les ones de so estan contingudes una dins de l'altra a causa que la partícula no té temps d'aconseguir les ones en el seu moviment (les ones s'estan expandint mentre que la partícula es mou. Estem parlant de la velocitat d'expansió enfront de la velocitat a la qual es mou la partícula) |
| Partícula a la mateixa velocitat que el so Aquest altre cas mostra a la partícula movent-se a la velocitat del so (la mateixa velocitat a la qual s'expandeixen les ones). Les ones de so coalescen formant un front sónico plànol. |
| Partícula amb velocitat superior a la del so Finalment la partícula es mou en règim supersònic. La partícula avança a les ones de so en el seu moviment (les ones s'expandeixen a la velocitat del so mentre que la partícula es desplaça a una velocitat major que la del so), de tal manera que l'envolupant de les mateixes forma un front d'ones cònic, l'anomenat "Con de Mach".                                                      |